# Gil Ramírez Dávalos
Gil Ramírez Dávalos (Baeza, Andalucía, Corona de Castilla, 1510-Riobamba, provincia de Quito, Virreinato del Perú, después de 1575) era un explorador y conquistador español que fuera asignado como corregidor del Cusco en el año 1553 y posteriormente como gobernador de Quito, desde 1556 hasta 1559. Fundó las ciudades —actualmente ecuatorianas— de Cuenca en 1557, Tena en 1560, Baeza en 1559 y Azogues en 1562.

## Primeros años y viaje a América

### Origen familiar y primeros años
Gil Ramírez Dávalos había nacido en el año 1510 en la localidad de Baeza del Reino de Jaén, uno de los cuatro de Andalucía que formaba parte de la Corona de Castilla. Sus padres formaban parte de la pequeña corte que tenía Antonio de Mendoza, marqués de Mondéjar y conde de Tendilla, en cuyo palacio fue educado.

### Viaje a la América española
Cuando Antonio de Mendoza fue designado virrey de la Nueva España en 1535 lo acompañó a México, donde contrajo matrimonio con dama noble y rica, que le dio hijos y falleció joven.
En México vivió dieciséis años al servicio del marqués, guerreando contra los aborígenes para concluir la pacificación del país. En un combate efectuado en las breñas de Nochistlán (actual Jalisco), recibió una pedrada en la boca que le destrozó la dentadura, afeándole el rostro.
En todas las empresas llevó un contingente de criados y esclavos propios, armas y caballos. En 1546, dirigió los preparativos para la expedición al Perú, en auxilio del pacificador Pedro de la Gasca, en lucha contra Gonzalo Pizarro, mas a última hora se recibió una comunicación diciendo que ya no era necesaria y el viaje no se produjo.

## Corregidor del Cuzco
En 1550 el marqués fue designado virrey del Perú y Ramírez Dávalos lo acompañó a su nuevo destino, llegando a Lima en septiembre de 1551, en donde fue designado mayordomo de palacio y capitán de la guardia. Un año después, Mendoza lo designó su albacea junto con Pedro de Hinojosa. Muerto el virrey, la Real Audiencia de Lima lo nombró corregidor y justicia mayor del Cuzco el 12 de abril de 1553, para contener el descontento de los encomenderos.

### Rebelión de Hernández Girón
Poco después, el capitán Francisco Hernández Girón le presentó un memorial, que Ramírez Dávalos rompió sin siquiera leerlo. Su proceder sirvió como detonante a la insurrección que estalló la noche del 12 de noviembre de 1553, en las nupcias de Alonso de Loayza y María de Castilla.
Hernández Girón entró en la vivienda de los esposos con el fin de apresar al corregidor, quien tuvo que esconderse en el cuarto de las damas y sólo salió bajo la promesa de que se le respetaría la vida. Prisionero de los conjurados, se evadió en el camino a Lima, no sin antes enterarse de que su residencia cuzqueña había sido saqueada.

## Presidente-gobernador de Quito
Luego de la derrota de Hernández Girón, Ramírez Dávalos se sometió al juicio de residencia y estuvo durante dos años en Lima, hasta la llegada del nuevo virrey Andrés Hurtado de Mendoza, marqués de Cañete, quien le otorgó su protección. En 1556 fue designado presidente-gobernador de Quito, cargo que ejercería hasta 1559. Años más tarde, en 1566 sería encargado por el virrey Fernando de Toledo con el fin de buscar la reincorporación de las encomiendas que habían sido de Gonzalo Pizarro, quien tuvo un fin cuestionado dentro de las guerras civiles de los conquistadores. 

### Fundación del Colegio de San Andrés
Las artes en la Real Audiencia de Quito empezarían a través del Colegio de San Juan Evangelista, que con unos inicios humildes e improvisados no duraría mucho, por lo que sería necesario la nueva fundación de un colegio de artes. Por esta razón cerca del año 1555, Gil Ramírez Dávalos, quien fuera Gobernador de Quito, lo reedificó y lo bautizararía con el nombre de San Andrés. Esto como un homenaje al  Marqués de Cañete, Virrey del Perú. También solicitó a la Audiencia de Lima que tome al nuevo Instituto como su procurador, garantice rentas y mandase al Obispo y Cabildo de Quito con el fin de que no impidieran la concurrencia de los niños al Colegio. De esta forma, por provisión virreinal de 4 de septiembre de 1556, quedaría fundado el Colegio de San Andrés y a través de sus esfuerzos lograría que se le adjudiquen por dos años los tributos del repartimiento de Alangasí. Lograron después aumentar las rentas del Colegio el 27 de julio de 1562 aumentaría a la pensión de trescientos pesos anuales, que debían satisfacer las Cajas reales. Dentro de las personas más destacadas de esta institución están Fray Jodoco Ricke y Fray Pedro Gosseal. Sería con el primero con quien traerían importantes instrumentos musicales para desarrollar la enseñanza de la música en la Real Audiencia de Quito. En concreto traerían seis trompetas con sus mangos de tafetán y tres termos de chirimías con sus sacabuches, en 1560. Esto servía para estructurar los coros de música polifónica. Además también impulsaría la pintura, escultura, imagenería y arquitectura, empezando la famosa escuela quiteña de arte. Se enseñaba también letras y latín. Dentro de los profesores de música destacados constan: Diego Gutiérrez enseñaba canto y a tañer tecla y flauta; Pedro Díaz, canto llano, órgano, flauta y chirimías; Juan Mitima, sacabuche; Cristóbal de Santamaría, varias materias. Esos profesores tuvieron ayudantes, indios como ellos.

### Fundación de Cuenca y Baeza

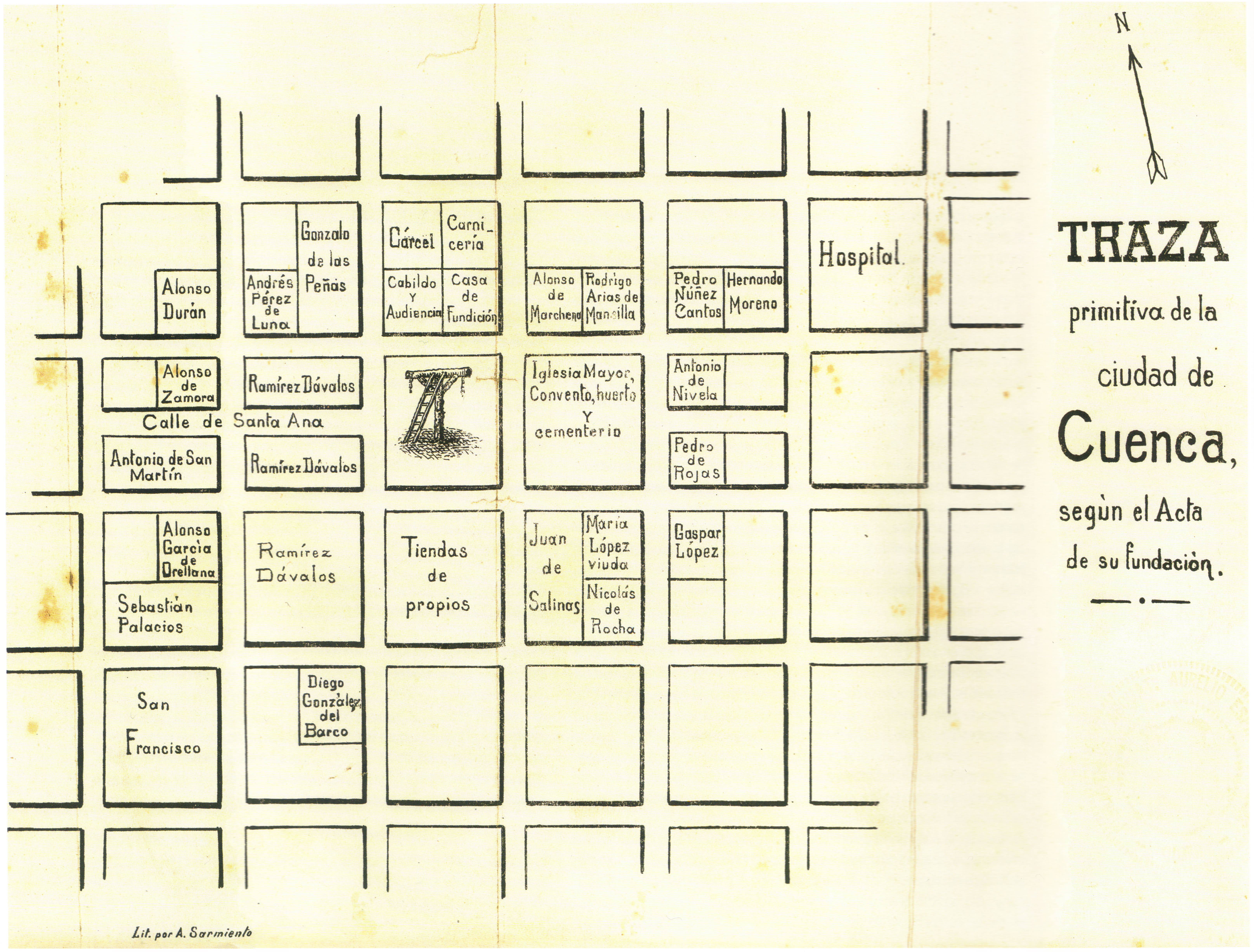
Traza urbana de la ciudad de Cuenca, Ecuador, por Octavio Cordero Palacios. Es una reinterpretación del trazado original de la ciudad según su acta de fundación dada por Gil Ramírez Dávalos.

Gil Ramírez Dávalos recibió la misión de fundar y poblar la nueva ciudad de Cuenca, en la región de Tomebamba, pues el encomendero de esa jurisdicción, Rodrigo Núñez de Bonilla, lo había solicitado. 
El 12 de abril de 1557 inició las obras de fundación de Cuenca, en el valle de Paucarbamba (llanura florida). En 1559 visitó la provincia de los Quijos, donde fundó el 14 de mayo la ciudad de Baeza, en el valle del río Cosanga. 

### Fundación de Tena, Azogues y fallecimiento
El 15 de noviembre de 1560 fundó la ciudad de Tena, en la provincia de Quito, y en 1575 consta como casado en segundas nupcias en Riobamba, con hijos de ambos enlaces. 
Fue propietario de la hacienda de Hatum-Cañar, un batán cercano a Cuenca, una sementera en Molleturo, huertas en Paute junto a los tambos reales de Tomebamba, las minas de mercurio de Peleusí en la jurisdicción de Azogues y un "ingenio de moler metal". Por esta razón el 4 de octubre de 1562, en la fiesta de San Francisco, se fundó el Asiento en Peleusí. Esto tenía como objetivo aprovechar las minas que allí se encontraban, de donde además se deriva el nombre de la localidad puesto que se habían descubierto minas de mercurio o azogue. Se decidió llamarla San Francisco de Peleusí de Azogue. Gil Ramírez Dávalos hizo la proclamación suprimiendo la encomienda y nominando como Asiento Doctrina. Fray Tomás Pedro Calvo, padre franciscano, confirmó la fundación y la bendijo.
Se desconoce la fecha de su muerte debido a la pérdida de los libros más antiguos de Riobamba. Fue una persona de gran apostura, marfileño, alto y delgado, sin embargo en una batalla en México, en las breñas de Neuchistlan, Jalisco, recibió una pedrada que le destrozó la dentadura y desfiguró el rostro.